# Dorothy Dwan
Dorothy Dwan est une actrice américaine du cinéma muet.

## Biographie
Née Dorothy Illgenfritz à Sedalia dans le Missouri, Dorothy Dwan est une actrice du cinéma muet apparaissant dans une quarantaine de films entre 1922 et 1930.
Elle débute dès l'âge de 16 ans sa carrière au cinéma et après quelques seconds rôles, elle donne la réplique à Larry Semon en 1924 dans deux de ses courts métrages.
En 1925, elle partage plusieurs fois l'affiche avec ce dernier et est la vedette du Sorcier d'Oz (The Wizard of Oz). Elle divorce de son précédent mariage et épouse Larry Semon, cette même année.
Durant les années qui suivent, elle devient une actrice de tout premier plan jouant dans des Westerns aux côtés de Tom Mix ou Tim McCoy mais sa carrière est éphémère. Larry Semon décède en 1928 et Dorothy Dwan cesse de tourner en 1930.
Elle décède en 1981 à l'âge de 74 ans des suites d'un cancer du poumon.

## Filmographie
- 1922 The Silent Vow de William Duncan : Ethel
- 1924 : Les Fraudeurs (Those Who Dance) de Lambert Hillyer (non créditée)
- 1924 The Enemy Sex (en) de James Cruze : une danseuse (non créditée)
- 1924 Sinners in Silk de Hobart Henley : Rita
- 1924 Her Boy Friend de Larry Semon et Noel M. Smith (court métrage) : Iva Method, la jeune fille détective
- 1924 Kid Speed de Larry Semon et Noel M. Smith (court métrage) : Lou DuPoise
- 1924 Breed of the Border de Harry Garson : Ethel Slocum
- 1925 My Best Girl de Larry Semon
- 1925 The Parasite de Louis J. Gasnier : figuration (non créditée)
- 1925 Le Sorcier d'Oz (The Wizard of Oz) de Larry Semon : Dorothy / Princesse Dorothea
- 1925 The Dome Doctor de Larry Semon (court métrage) : Dorothy
- 1925 The Cloudhopper de Larry Semon, Stephen Roberts et Norman Taurog (court métrage) : Dorothy Jack
- 1925 Bashful Buccaneer de Harry Joe Brown : Nancy Lee
- 1925 Perds pas tes Dollars ! (The Perfect Clown) de Fred C. Newmeyer : la jeune fille
- 1926 Stop, Look and Listen de Larry Semon : Dorothy
- 1926 Perils of the Coast Guard de Oscar Apfel : Natalie Aldridge
- 1926 The Dangerous Dude de Harry Joe Brown : Janet Jordan
- 1926 L'Appel de L'or (en) (The Call of the Klondike) d'Oscar Apfel : Violet Winter
- 1926 The Great K and A Train Robbery de Lewis Seiler : Madge Cullen
- 1926 A Captain's Courage de Louis Chaudet
- 1926 The Canyon of Light de Benjamin Stoloff : Concha Deane
- 1927 McFadden's Flats de Richard Wallace : Edith Halloran
- 1927 Hills of Kentucky de Howard Bretherton : Janet
- 1927 The Princess on Broadway de Dallas M. Fitzgerald : Rose Ryan
- 1927 Spuds de Edward Ludwig : Madelon
- 1927 The Land Beyond the Law de Harry Joe Brown : Ginger O'Hara
- 1927 Tumbling River de Nick Grinde : Edna Barton
- 1927 Silver Valley de Benjamin Stoloff : Sheila Blaine
- 1928 Square Crooks de Lewis Seiler : Jane Brown
- 1928 Riders of the Dark de Nick Grinde : Molly Graham
- 1928 Le Seigneur de l'aventure (The Virgin Queen) de Roy William Neill (court métrage)
- 1928 Obey Your Husband de Charles J. Hunt : Joyce Kennedy
- 1928 Out with the Tide de Charles Hutchison : Joan Renshaw
- 1928 : The Virgin Queen : Queen Elizabeth
- 1929 The Devil Bear de Louis Chaudet : Werta
- 1929 The California Mail d'Albert S. Rogell : Molly Butler
- 1929 The Peacock Fan de Phil Rosen : Peggy Kendall
- 1929 The Drifter de Robert De Lacey : Ruth Martin
- 1930 Le Suprême Enjeu (en) (Hide-Out) de Reginald Barker
- 1930 The Fighting Legion de Harry Joe Brown : Molly Williams